# Who Put the Bomp (sång)
Who Put the Bomp (in the Bomp, Bomp, Bomp) är en Doo-wop-hitlåt från 1961 (Gerry Goffin/Barry Mann) och inspelad av Barry Mann. Han backades upp av The Halos, som tidigare hade backat upp Curtis Lee på låten "Pretty Little Angel Eyes". Låten släpptes ursprungligen som en singel på ABC-Paramount (10237).